# Молния (научно-производственное объединение)
Научно-производственное объединение «Молния» (не путать с УНПП «Молния», КП СКБ «Молния» и МЗ «Молния») — одно из крупнейших предприятий авиакосмической промышленности СССР, основанное 24 февраля 1976 года в качестве головного предприятия 12-го главного управления Министерства авиационной промышленности СССР для создания планера орбитального космического корабля многоразового использования «Буран», совершившего единственный космический полёт 15 ноября 1988 года, завершившийся, впервые в мире, автоматической посадкой на аэродром.
Предприятие основано на базе трёх конструкторских бюро: «Молния», «Буревестник» и КБ Экспериментального машиностроительного завода (во главе с В. М. Мясищевым). Генеральным директором, главным конструктором НПО «Молния» был назначен Глеб Евгеньевич Лозино-Лозинский, до этого руководивший работами по системе «Спираль».
С сентября 2018 года контрольный (60 %) пакет акций принадлежит концерну «Калашников».
В настоящий момент на предприятии продолжаются инженерные и конструкторские работы по созданию и совершенствованию ракет-мишеней. Ведутся разработки авиационно-космической направленности.
В конце марта 2021 года в большом интервью генеральный директор НПО «Молния» Ольга Михайловна Соколова рассказала об изменениях, произошедших на предприятии за последние два года, о том, за счет чего удалось пережить пандемию коронавируса, и о задачах, стоящих перед «Молнией» в ближайшем будущем в том числе о разработке гражданского многоразового комплекса с орбитальным самолётом, чей полноразмерный макет был представлен на закрытой части форума «Армия 2020».

## Проекты НПО «Молния»
БТС-002 ОК-ГЛИ — орбитальный корабль для горизонтальных лётных испытаний
Молния-1000 Геракл — проектируемый триплан, проект свернут на стадии разработки
Х-29 — разработка НПО «Молния» и КБ «Вымпел», высокоточная авиационная ракета класса «воздух-поверхность».

## Санкции
Из-за вторжения России на Украину предприятие находится под санкциями всех стран Евросоюза. Кроме того, под санкциями США, Канады, Швейцарии, Японии и Украины «за роль в обеспечении или поддержке неспровоцированного и неоправданного вторжения России в Украину».